# Verneuil-sur-Serre

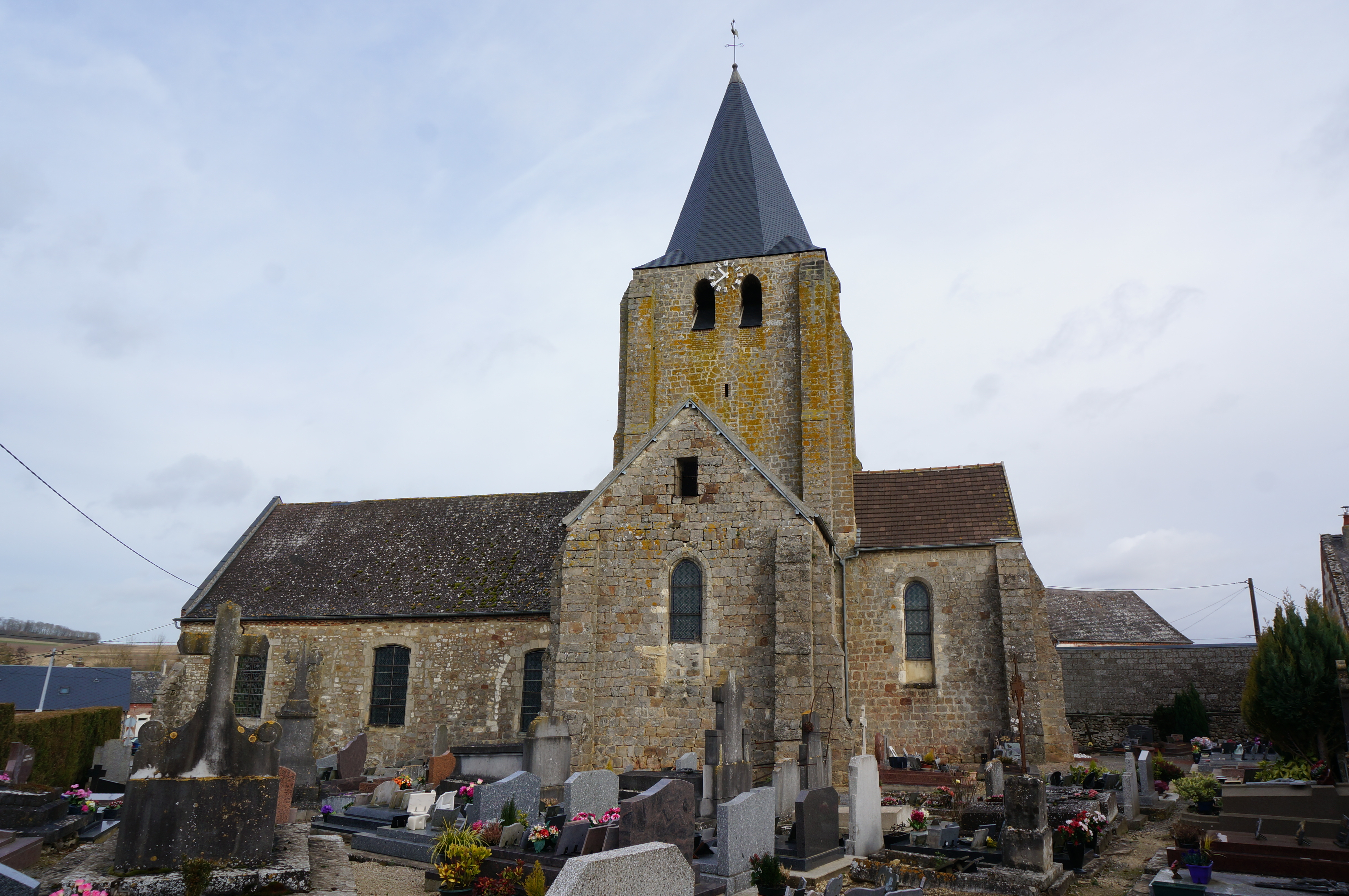
Kerk

Verneuil-sur-Serre is een gemeente in het Franse departement Aisne (regio Hauts-de-France) en telt 253 inwoners (1999). De plaats maakt deel uit van het arrondissement Laon.

## Geografie
De oppervlakte van Verneuil-sur-Serre bedraagt 7,8 km², de bevolkingsdichtheid is 32,4 inwoners per km².

## Verkeer en vervoer
In de gemeente ligt spoorwegstation Verneuil-sur-Serre.
De onderstaande kaart toont de ligging van Verneuil-sur-Serre met de belangrijkste infrastructuur en aangrenzende gemeenten.

## Demografie
Onderstaande figuur toont het verloop van het inwonertal (bron: INSEE-tellingen).
Vanwege een beveiligingsprobleem met de MediaWiki Graph-software is het momenteel niet mogelijk deze grafiek weer te geven. Zodra de software is bijgewerkt zal de grafiek vanzelf weer zichtbaar worden.